# Colome
Colome est une municipalité américaine située dans le comté de Tripp, dans l'État du Dakota du Sud.
La localité est fondée en 1905 par les frères Colombe, qui lui donnent leur nom.

## Démographie
Selon le recensement de 2010, Colome compte 296 habitants. La municipalité s'étend sur 0,27 milles carrés (0,7 km2).
| 1920 | 1930 | 1940 | 1950 | 1960 | 1970 |
| ---- | ---- | ---- | ---- | ---- | ---- |
| 568  | 599  | 509  | 451  | 398  | 375  |

| 1980 | 1990 | 2000 | 2010 | - | - |
| ---- | ---- | ---- | ---- | - | - |
| 361  | 309  | 340  | 296  | - | - |